# Тихомирова, Вера Николаевна
Вера Николаевна Тихомирова (19 июля 1918, Ростов-на-Дону (Новочеркасск?) — 4 октября 2008, Москва) — российская шахматистка; заслуженный тренер РСФСР, международный арбитр (1953), организатор.

## Биография
Четырёхкратная чемпионка РСФСР (1949, 1950, 1952, 1953), участница 14 чемпионатов СССР (рекорд в советских шахматах).
В составе сборной РСФСР бронзовый призёр 7-го первенства СССР между командами союзных республик (1960) в г. Москве.
В составе ДСО «Зенит» участница двух командных кубков СССР — 1952 (выиграла бронзовую медаль в индивидуальном зачёте) и 1954 (выиграла серебряную медаль в индивидуальном зачёте).
С 1963 по 1965 гг. была заместителем председателя Шахматной федерации СССР. Двадцать пять лет (1958—1983) возглавляла шахматную федерацию РСФСР. Организовала Всероссийскую шахматную школу гроссмейстеров. По её инициативе возникли знаменитые сочинские турниры памяти Чигорина.
В 1976 году награждена орденом Трудового Красного Знамени. В 2008 году награждена Орденом Почёта.